# 1941-1945年偉大衛國戰爭勝利二十週年獎章
1941-1945年伟大卫国战争胜利二十周年奖章 (俄語：Юбилейная медаль «Двадцать лет Победы в Великой Отечественной войне 1941—1945 гг.»)是苏联最高苏维埃主席团于1965年5月7日颁布法令设立的国家奖章，以此苏联军民在第二次世界大战中击败纳粹德国20周年。

## 颁授情况
1941-1945年伟大卫国战争二十周年奖章授予参加1941-1945年苏德战争的苏联武装部队的所有军事和文职人员、游击队员、地下工作者，以及任何其他获得过1941-1945年伟大卫国战争战胜德国奖章的人员。
该奖章由各军事单位、编队指挥官，机构、院校负责人，共和国、领地、地区、区或城镇各级军事委员代表苏联最高苏维埃主席团授予获奖人。
1941-1945年伟大卫国战争二十周年奖章佩戴在左胸，当存在其他苏联勋章奖章时，应配戴在1941-1945年伟大卫国战争战胜德国奖章之后，1941-1945年偉大衛國戰爭勝利三十週年獎章之前。如果佩戴了其它俄罗斯联邦勋章或奖章，则后者具有优先权。

## 奖章制式
奖章为圆形，直径32㎜，由黄铜制成。正面是柏林特雷普塔公园内的苏军纪念碑。下方是两个交叉的月桂树枝。雕塑的左右两侧是年份1945和1965。奖章背面圆周铭文为：Двадцать лет Победы в Великой Отечественной войне 1941—1945 гг，中间为罗马数字XX。意为：1941-1945年伟大卫国战争胜利二十周年。背景为五角星和散射的光芒。奖章的边缘镶有边框，所有铭文和图像都是凸面雕刻。

## 部分获奖者
- 尼古拉·格拉西莫维奇·库茲涅佐夫
- 尤里·阿列克谢耶维奇·加加林
- 亚历山大·米哈伊洛维奇·普罗霍罗夫

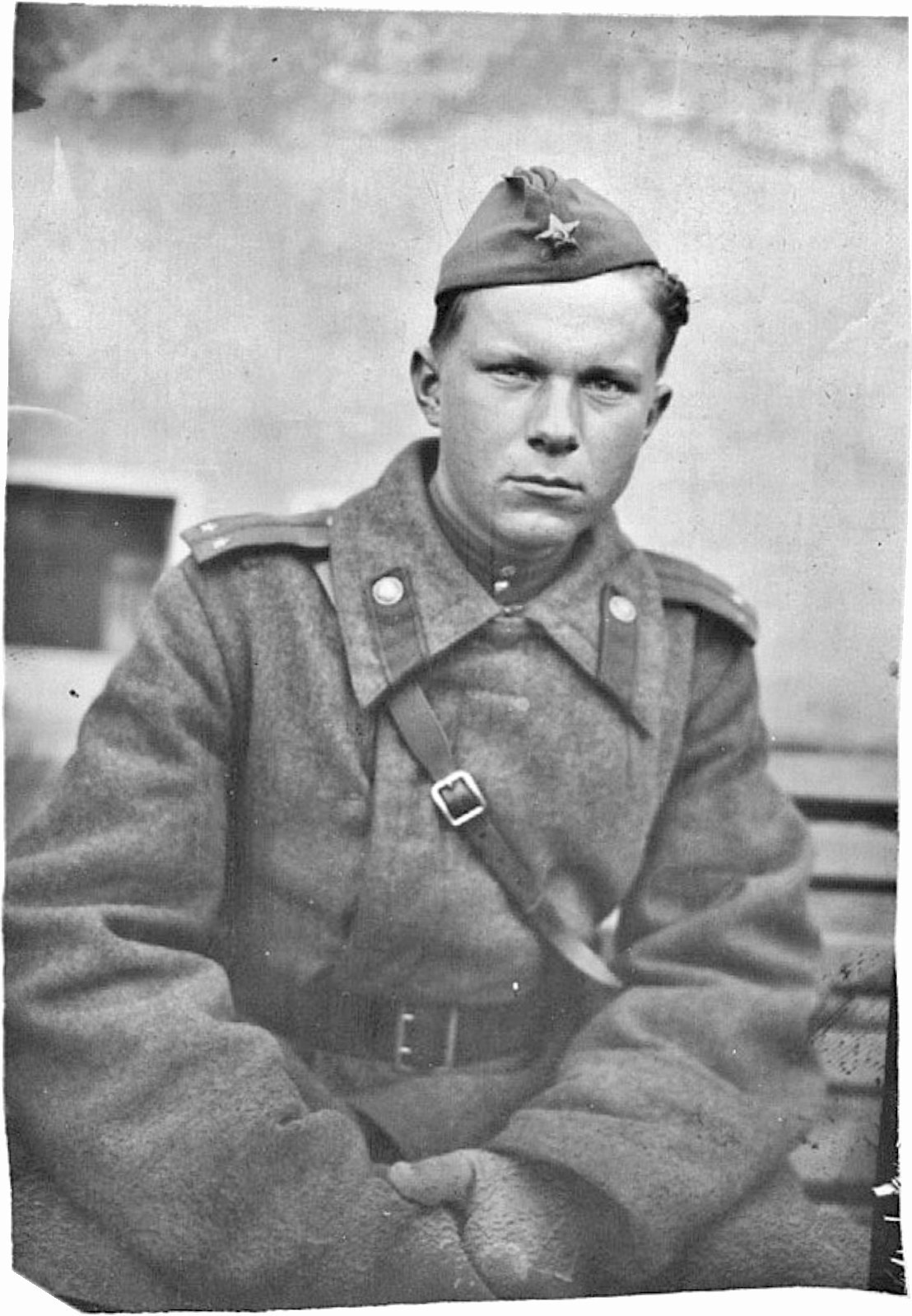
作家瓦西里·弗拉基米尔阿维奇·贝科夫, 1941-1945年伟大卫国战争二十周年奖章获得者

- 二战歼击机飞行员、航天员、帕威尔·贝尔亚耶夫（英语：Pavel Belyayev）少校
- 海军少将弗拉基米尔·科诺瓦洛夫（英语：Vladimir Konovalov）
- 瓦西里·丹尼洛维奇·索科洛夫斯基
- 基里尔·阿法纳西耶维奇·梅列茨科夫
- 罗季翁·雅科夫列维奇·马利诺夫斯基
- 瓦西里·弗拉基米尔阿维奇·贝科夫
- 海军上将列夫·弗拉基米尔斯基（英语：Lev Vladimirsky）
- 海军上将雅科夫·古尔耶维奇·波丘派洛
- 上将库兹马·嘉利特斯基（英语：Kuzma Galitsky）
- 上将雅科夫·科雷泽尔（英语：Yakov Kreizer）
- 波兰元帅米哈乌·罗拉-日梅尔斯基

尼基塔·谢尔盖耶维奇·赫鲁晓夫特别提到，自己写自传《赫鲁晓夫回忆录》的原因之一，就是因为没有被授予这枚奖章而感到深受伤害。作为二战中的一名指战员，他有资格获得此奖章，但作为一个被废黜的前领导人，他却被当局所忽略。